# Seznam dědiců švédského trůnu
Toto je seznam dědiců švédského trůnu. Seznam zahrnuje všechny osoby, které byly považovány za dědice trůnu Švédského království, ať už jako zjevný nebo předpokládaný dědic, od počátku vlády rodu Holštýnsko-Gottorpských 25. března 1751. Ti, kteří se stali švédskými králi, jsou v tabulce níže zobrazeny tučně.

## Seznam
| Dědic                                                  | Vztah k panovníkovi (postavení) | Stal se dědicem   | Stal se dědicem           | Přestal být dědicem                                             | Přestal být dědicem                             | Další v linii následnictví                                                 | Panovník          |
| Dědic                                                  | Vztah k panovníkovi (postavení) | Datum             | Důvod                     | Datum                                                           | Důvod                                           | Další v linii následnictví                                                 | Panovník          |
| ------------------------------------------------------ | ------------------------------- | ----------------- | ------------------------- | --------------------------------------------------------------- | ----------------------------------------------- | -------------------------------------------------------------------------- | ----------------- |
| Korunní princ Gustav                                   | Nejstarší syn Zjevný dědic      | 25. března 1751   | Otec se stal králem       | 12. února 1771                                                  | Otec zemřel, stal se králem                     | Princ Karl, vévoda ze Södermanlandu, bratr                                 | Adolf I. Fridrich |
| Princ Karl, vévoda ze Södermanlandu                    | Bratr Domnělý dědic             | 12. února 1771    | Bratr se stal králem      | 1. listopadu 1778                                               | Králi se narodil syn                            | Princ Fredrik Adolf, vévoda z Östergötlandu, bratr                         | Gustav III.       |
| Korunní princ Gustav Adolf                             | Nejstarší syn Zjevný dědic      | 1. listopadu 1778 | Narozen                   | 29. března 1792                                                 | Otec zemřel, stal se králem                     | Princ Karl, vévoda ze Södermanlandu, 1778–1782, strýc                      | Gustav III.       |
| Korunní princ Gustav Adolf                             | Nejstarší syn Zjevný dědic      | 1. listopadu 1778 | Narozen                   | 29. března 1792                                                 | Otec zemřel, stal se králem                     | Princ Karl Gustav, vévoda ze Smålandu, 1782–1783, bratr                    | Gustav III.       |
| Korunní princ Gustav Adolf                             | Nejstarší syn Zjevný dědic      | 1. listopadu 1778 | Narozen                   | 29. března 1792                                                 | Otec zemřel, stal se králem                     | Princ Karl, vévoda ze Södermanlandu, 1783–1792, strýc                      | Gustav III.       |
| Princ Karl, vévoda ze Södermanlandu                    | Strýc Domnělý dědic             | 29. března 1792   | Synovec se stal králem    | 9. listopadu 1799                                               | Králi se narodil syn                            | Princ Fredrik Adolf, vévoda z Östergötlandu, 1792–1798, bratr              | Gustav IV. Adolf  |
| Princ Karl, vévoda ze Södermanlandu                    | Strýc Domnělý dědic             | 29. března 1792   | Synovec se stal králem    | 9. listopadu 1799                                               | Králi se narodil syn                            | Princ Karl Adolf, vévoda z Värmlandu, 1798, syn                            | Gustav IV. Adolf  |
| Princ Karl, vévoda ze Södermanlandu                    | Strýc Domnělý dědic             | 29. března 1792   | Synovec se stal králem    | 9. listopadu 1799                                               | Králi se narodil syn                            | Princ Fredrik Adolf, vévoda z Östergötlandu, 1798–1799, bratr              | Gustav IV. Adolf  |
| Korunní princ Gustav                                   | Nejstarší syn Zjevný dědic      | 9. listopadu 1799 | Narozen                   | 29. března 1809                                                 | Otec abdikoval, rodina vyloučená z následnictví | Princ Karl, vévoda ze Södermanlandu, 1799–1802, prastrýc                   | Gustav IV. Adolf  |
| Korunní princ Gustav                                   | Nejstarší syn Zjevný dědic      | 9. listopadu 1799 | Narozen                   | 29. března 1809                                                 | Otec abdikoval, rodina vyloučená z následnictví | Princ Karl Gustav, velkokníže finský, vévoda ze Smålandu, 1802–1805, bratr | Gustav IV. Adolf  |
| Korunní princ Gustav                                   | Nejstarší syn Zjevný dědic      | 9. listopadu 1799 | Narozen                   | 29. března 1809                                                 | Otec abdikoval, rodina vyloučená z následnictví | Princ Karl, vévoda ze Södermanlandu, 1805–1809, prastrýc                   | Gustav IV. Adolf  |
| Korunní princ Karl August                              | Adoptovaný syn Zjevný dědic     | 11. ledna 1810    | Adoptovaný králem         | 28. května 1810                                                 | Zemřel                                          | nikdo                                                                      | Karel XIII.       |
| Korunní princ Karl Johan                               | Adoptovaný syn Zjevný dědic     | 21. srpna 1810    | Zvolen dědicem            | 5. února 1818                                                   | Král zemřel, stal se králem                     | Princ Oscar, vévoda ze Södermanlandu, syn                                  | Karel XIII.       |
| Korunní princ Oscar, vévoda ze Södermanlandu           | Nejstarší syn Zjevný dědic      | 5. února 1818     | Otec se stal králem       | 8. března 1844                                                  | Otec zemřel, stal se králem                     | nikdo v letech 1818–1826                                                   | Karel XIV.        |
| Korunní princ Oscar, vévoda ze Södermanlandu           | Nejstarší syn Zjevný dědic      | 5. února 1818     | Otec se stal králem       | 8. března 1844                                                  | Otec zemřel, stal se králem                     | Princ Karl, vévoda ze Skåne, 1826–1844, syn                                | Karel XIV.        |
| Princ Karl, vévoda ze Skåne                            | Nejstarší syn Zjevný dědic      | 8. března 1844    | Otec se stal králem       | 8. července 1859                                                | Otec zemřel, stal se králem                     | Princ Gustav, vévoda z Upplandu, 1844–1852, bratr                          | Oskar I.          |
| Princ Karl, vévoda ze Skåne                            | Nejstarší syn Zjevný dědic      | 8. března 1844    | Otec se stal králem       | 8. července 1859                                                | Otec zemřel, stal se králem                     | Princ Oscar, vévoda z Östergötlandu, 1852, bratr                           | Oskar I.          |
| Princ Karl, vévoda ze Skåne                            | Nejstarší syn Zjevný dědic      | 8. března 1844    | Otec se stal králem       | 8. července 1859                                                | Otec zemřel, stal se králem                     | Princ Karl Oscar, vévoda ze Södermanlandu, 1852–1854, syn                  | Oskar I.          |
| Princ Karl, vévoda ze Skåne                            | Nejstarší syn Zjevný dědic      | 8. března 1844    | Otec se stal králem       | 8. července 1859                                                | Otec zemřel, stal se králem                     | Princ Oscar, vévoda z Östergötlandu, 1854–1859, bratr                      | Oskar I.          |
| Princ Oscar, vévoda z Östergötlandu                    | Bratr Domnělý dědic             | 8. července 1859  | Bratr se stal králem      | 13. září 1872                                                   | Bratr zemřel, stal se králem                    | Princ Gustaf, vévoda z Värmlandu, syn                                      | Karel XV.         |
| Korunní princ Gustaf, vévoda z Värmlandu               | Nejstarší syn Zjevný dědic      | 13. září 1872     | Otec se stal králem       | 8. prosince 1907                                                | Otec zemřel, stal se králem                     | Princ Oscar, vévoda z Gotlandu, 1872–1882, bratr                           | Oskar II.         |
| Korunní princ Gustaf, vévoda z Värmlandu               | Nejstarší syn Zjevný dědic      | 13. září 1872     | Otec se stal králem       | 8. prosince 1907                                                | Otec zemřel, stal se králem                     | Prince Gustaf Adolf, vévoda ze Skåne, 1882–1907, syn                       | Oskar II.         |
| Korunní princ Gustaf Adolf, vévoda ze Skåne            | Nejstarší syn Zjevný dědic      | 8. prosince 1907  | Otec se stal králem       | 29. října 1950                                                  | Otec zemřel, stal se králem                     | Princ Gustaf Adolf, vévoda z Västerbottenu, 1907–1947, syn                 | Gustav V.         |
| Korunní princ Gustaf Adolf, vévoda ze Skåne            | Nejstarší syn Zjevný dědic      | 8. prosince 1907  | Otec se stal králem       | 29. října 1950                                                  | Otec zemřel, stal se králem                     | Princ Carl Gustaf, vévoda z Jämtlandu, 1947–1950, vnuk                     | Gustav V.         |
| Korunní princ Carl Gustaf, vévoda z Jämtlandu          | Vnuk Zjevný dědic               | 29. října 1950    | Dědeček se stal králem    | 15. září 1973                                                   | Dědeček zemřel, stal se králem                  | Princ Bertil, vévoda z Hallandu, strýc                                     | Gustav VI. Adolf  |
| Princ Bertil, vévoda z Hallandu                        | Strýc Domnělý dědic             | 15. září 1973     | Synovec se stal králem    | 13. května 1979                                                 | Králi se narodil syn                            | nikdo                                                                      | Karel XVI. Gustav |
| Korunní princ Carl Philip, vévoda z Värmlandu          | Nejstarší syn Zjevný dědic      | 13. května 1979   | Narozen                   | 1. ledna 1980                                                   | Změna následnického práva                       | Princ Bertil, vévoda z Hallandu, prastrýc                                  | Karel XVI. Gustav |
| Korunní princezna Victoria, vévodkyně z Västergötlandu | Nejstarší dítě Zjevná dědička   | 1. ledna 1980     | Změna následnického práva |                                                                 |                                                 | Princ Carl Philip, vévoda z Värmlandu, 1980–2012, bratr                    | Karel XVI. Gustav |
| Korunní princezna Victoria, vévodkyně z Västergötlandu | Nejstarší dítě Zjevná dědička   | 1. ledna 1980     | Změna následnického práva | Princezna Estelle, vévodkyně z Östergötlandu, 2012–dosud, dcera |                                                 |                                                                            | Karel XVI. Gustav |